# Crataegus pamiroalaica
Crataegus pamiroalaica är en rosväxtart som beskrevs av V.I. Zapryagaeva. Crataegus pamiroalaica ingår i Hagtornssläktet som ingår i familjen rosväxter. Inga underarter finns listade i Catalogue of Life.